# Jacques Henri Lefebvre de Ladonchamps
Pour les articles homonymes, voir Lefebvre.
Jacques Henry François Lefebvre de Ladonchamps, né le 18 octobre 1727 à Metz (Moselle), mort le 8 juin 1815 dans la même ville, est un général de brigade de la Révolution française, chevalier de Saint-Louis.

## Biographie
Fils de Jean Henri Lefebvre (1693-1766), seigneur de Ladonchamps, et de Marie Jeanne de Poutet, Jacques Henri Lefebvre de Ladonchamps voit le jour le 18 octobre 1727, à Metz, dans les Trois-Évêchés. Il s'engage en 1743, comme surnuméraire dans l’artillerie, où il devient officier pointeur le 24 février 1746. Il est nommé commissaire extraordinaire l'année suivante. Il est promu capitaine en second le 1er mai 1758, puis capitaine en premier, le 10 mai 1765. Le 6 juin 1775, il épouse Jeanne Marguerite d'Amelin de Rochemorin en l'église Saint-Livier de Metz. De cette union, naîtront huit enfants.
Il fait fonction de chef de brigade le 9 mai 1778. Il est nommé lieutenant-colonel le 10 mai 1784, puis colonel le 1er avril 1791. Il occupe alors un poste de directeur de l'artillerie à Grenoble. En 1792, au début des Guerres de la Révolution française, il prend le commandement du 2e régiment d’artillerie à pied.
Affecté dans l’armée de la Moselle, il est promu général de brigade dans l'artillerie, le 8 mars 1793. Le 15 mai 1793, lors de la réorganisation des états-majors et des grades militaires, il n’est pas confirmé dans sa fonction. Admis à la retraite le 14 septembre 1795, il quitte le service actif.
À l'été 1799, il devient conseiller du général Bernadotte, alors ministre de la guerre.
Il meurt le 8 juin 1815, à Metz.

## Sources
- (en) « Generals Who Served in the French Army during the Period 1789 - 1814: Eberle to Exelmans »
- Jacques Henry François Lefebvre de Ladonchamp  sur roglo.eu
- (pl) « Napoléon.org.pl »